# Blue Waters
Blue Waters es una supercomputadora de petaescala, situada en el NCSA (National Center for Supercomputing Applications) en la Universidad de Illinois en Urbana-Champaign. El 8 de agosto de 2007, el National Science Board aprobó una resolución que autorizaba a la Fundación Nacional para la Ciencia (NSF por sus siglas en inglés, de Nation Science Foundation) de EE. UU. para financiar "la adquisición y el desarrollo de las supercomputadoras más potentes en su clase". La Fundación Nacional de Ciencia de los Estados Unidos premió con 208 millones de dólares al proyecto Blue Waters.